# Chiesa di San Zenone (Ambivere)
La chiesa di San Zenone è il principale luogo di culto cattolico di Ambivere, in provincia di Bergamo. È dedicata a san Zeno di Verona vescovo già dal XV secolo e ricostruita nel XX secolo.

## Storia
L'antica chiesa risulta citata sul territorio di Ambivere nel XV secolo quando ne fu concessa la costruzione. Il decreto del 25 gennaio 1473 fu autorizzato dal cardinale Pietro Riario che si trovava a coprire l'incarico di commendatario dell'Abbazia di Pontida. La nuova chiesa fu dedicata a san Zenone.
La chiesa faceva parte degli edifici assoggettati al monastero di Pontida in spiritualibus, con quelle di Endenna, Burligo, Palazzago, e Somendenna, anche se facevano comunque parte della diocesi della città orobica.

Questa situazione che vedeva la presenza costante dei priori di Pontida e quindi di sottomissione, creò non pochi dissidi tra le diverse autorità religiose e cittadine fino al 1798, quando il monastero di San Giacomo dell'abbazia di Pontida fu soppresso con la repubblica Cisalpina.. 
Il 7 ottobre 1575 la chiesa fu visitata dal cardinale san Carlo Borromeo. Negli atti la chiesa è indicata come cappella curata e affidata ai monaci di Pontida, mentre le funzioni religiose erano celebrate da un curato mercenario scelto e pagato dagli ambiveresi. Gli atti testimoniano la presenza delle confraternite del Santissimo Sacramento, di Sant'Alessandro, e di Santa Maria del Castello.
La chiesa fu ricostruita nel terzo decennio del XX secolo e consacrata il 30 agosto 1930 dal vescovo Luigi Maria Marelli mantenendone la dedicazione al santo vescovo e martire.

## Descrizione
La chiesa preceduta sul lato nord dal sagrato presenta la facciata monocuspidata in stile neogotico bergamasco, su tre ordini di cui quello inferiore ha il portone d'ingresso con archi sondati a sesto acuto. La facciata termina con timpano triangolare che presenta nella parte superiore una grande apertura neogotica in cemento martellinato. 

L'interno è a navata unica con lesene che divido l'aula in cinque campate di differenti misure da lesene complete di zoccolatura e capitelli ionici che proseguono nella volta a forma semicircolare. Al presbiterio si accede da una gradinata di cinque alzate terminante. La zona presbiteriale termina con l'abside con lesene semicircolari a pianta semiottagonale, completa di copertura a piccole volte a vela che si intrecciano nel catino a spicchi. Due ampie finestre illuminano la zona presbiteriale sempre in stile gotico..